# Guillaume Marie van Zuylen
Gulielmus Maria van Zuylen (Argenteau, 4 januari 1910 - Luik, 2 april 2004) was de 89e bisschop van het bisdom Luik van 1961 tot 1986.

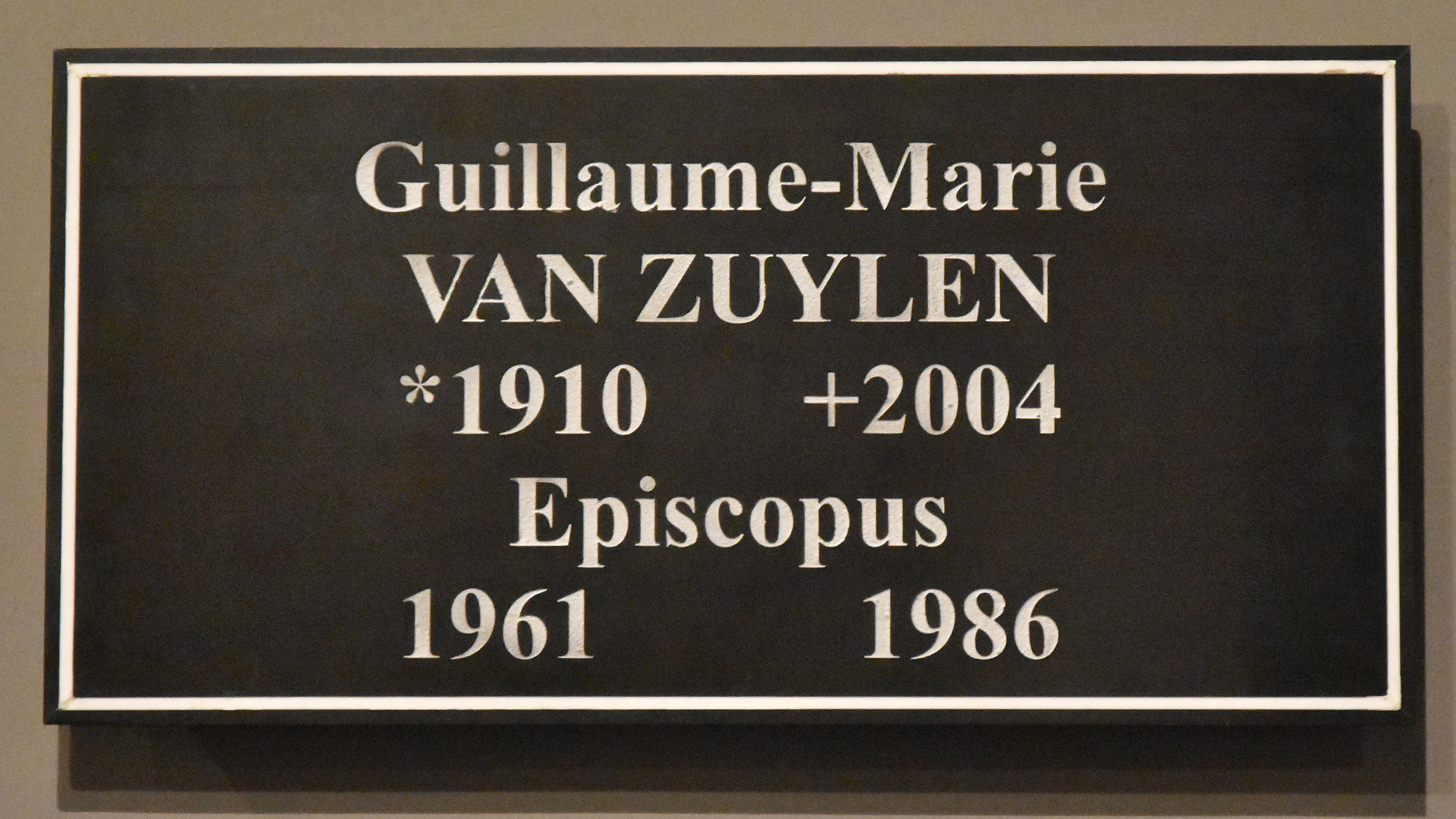
Het graf van Guillaume Marie van Zuylen in de Sint-Pauluskathedraal te Luik

## Levensloop
Van Zuylen behoort tot de Luikse familie Van Zuylen. Hij was de kleinzoon van senator Guillaume van Zuylen (1838-1924) en Marie-Jenny Orban de Xivry (1843-1888). Gustave werd in 1905 in de adelstand opgenomen en verkreeg in 1920 de baronstitel.
Hij was de zoon van baron Joseph van Zuylen (1871-1962) en Angèle van Caloen de Basseghem (1878-1973). Zijn vader werd eveneens senator, alsook provinciaal raadslid en burgemeester van Richelle en Argenteau. Zijn moeder was de dochter van Camille van Caloen de Basseghem, burgemeester van Varsenare, en van Marie-Louise de Bie de Westvoorde, dochter van de burgemeester van Sint-Kruis, Jules de Bie de Westvoorde. Het echtpaar van Zuylen - van Caloen had acht kinderen, van wie Guillaume de vierde was.
Hij studeerde in Wezet aan het Collège Saint-Hadelin en in Luik aan het Collège Saint-Louis. Zoals zijn oudere broer Antoine (1905-1983) trok hij naar het kleinseminarie in Sint-Truiden en naar het groot-seminarie in Luik, waar hij op 11 september 1932 tot priester werd gewijd. Hij vervolgde zijn studies aan de Pontificia Università Gregoriana in Rome en beëindigde ze als doctor in de wijsbegeerte en licentiaat in de godgeleerdheid en de kerkgeschiedenis.
Hij werd professor in 1936 en president in 1945 van het grootseminarie in Luik. Hij werd lid van de Commissie voor de Code van het kerkelijk recht.
In 1940 was hij aalmoezenier van een regiment pantsertroepen en werd krijgsgevangen genomen en gedurende zeven maanden vastgehouden. Vanaf 1943 en tot begin 1945, bekommerde hij zich om het werk van ondersteuning aan de families van krijgsgevangenen. Tijdens de bevrijding van Luik nam hij, als aalmoezenier, deel aan de activiteiten van het Geheim Leger.
In 1949 werd hij vicaris-generaal en op 9 juli 1951 bisschop-coadjutor van het bisdom Luik. Hij werd toen ook titulair bisschop van Podreas, een stadje in Tunesië. Tien jaar later, op 7 december, volgde hij bisschop Kerckhofs op. Het bisdom strekte zich toen nog uit over de provincies Luik en Limburg. In 1967 werd Limburg het afzonderlijke bisdom Hasselt.

## Bisschop
Vanaf de opening ervan, in 1962, nam hij deel aan het Tweede Vaticaans Concilie. Hij werd lid van de Commissie voor de clerus en de leken. Na de promulgatie van de Constitutie over de liturgie, werd hij lid van de Raad die de toepassing van het document moest opvolgen. In 1985 mocht hij paus Johannes-Paulus II ontvangen in zijn stad.
Bisschop van Zuylen zette zich sterk in om de grote orientaties van het Concilie in de praktijk om te zetten in zijn bisdom.
In 1968 richtte hij de priesterraad op en in 1971 de pastorale raad. Vanaf 1979 steunde hij het ontstaan van parochieraden en van pastorale teams. Hij was ook de eerste, in 1969, om in België permanente diakens te wijden. Anderzijds verplichtte de daling van de priesterroepingen hem ertoe het seminarie van Luik te sluiten en zijn seminaristen elders hun studies te laten volbrengen. In 1982 heropende hij zijn seminarie. Hij legde ook de nadruk op de taken weggelegd voor verantwoordelijke leken en stichtte hiervoor het Institut Supérieur de Catéchèse et de Pastorale, belast met de opleiding van godsdienstleraars en catechisten.
In zijn door oude industrie gekenmerkte bisdom was hij zeer bekommerd om de achteruitgang van de levensomstandigheden voor de arbeiders. Hij moedigde de christelijke gemeenschappen in het arbeidersmilieu aan. Hij ondersteunde de priester-arbeiders. Ten overstaan van de economische achteruitgang, de sluiting van ondernemingen, de werkloosheid heeft hij vaak in het openbaar stelling ingenomen. Hij nam ook vaak deel aan manifestaties. Op 22 mei 1969 nam hij deel aan de grote manifestatie die plaatsvond op de Place Saint-Lambert, georganiseerd door het gemeenschappelijk vakbondsfront. In 1975 bracht hij bezoek aan de arbeiders die de ateliers bezetten van Val-Saint-Lambert. Elk jaar nam hij deel aan de Arbeidersmars, de dinsdag van de Goede Week.
Van Zuylen was drietalig: Frans, Nederlands en Waals. Hij hield soms sermoenen of toespraken in het Waals. Hij drukte zich ook in het Duits uit.
Na emeritus te zijn geworden op 17 maart 1986 trok hij zich terug in Wihou-Richelle. Hij verzorgde onder meer het aalmoezenierschap in een bejaardenhuis in 's-Gravenvoeren. Hij werd begraven in de Sint-Pauluskathedraal te Luik.